# Batalha de Bucareste
A batalha de Bucareste, também conhecida como a Operação Defensiva Argeş - Neajlov, foi uma importante batalha durante a campanha da Roménia na Primeira Guerra Mundial, na qual as Potências Centrais ocuparam a capital romena e forçaram o governo, bem como os remanescentes do exército romeno a retirar-se para a Moldávia e reestabelecer sua capital em Iasi. O elevado número de tropas envolvidas, bem como a grande área de operações, torná-la uma das mais complexas batalhas que foram travadas no território romeno durante a guerra. As perdas humanas das tropas romenas foram consideradas catastróficas.
A Bucareste foi liberada após a rendição das Potências Centrais em 1918.

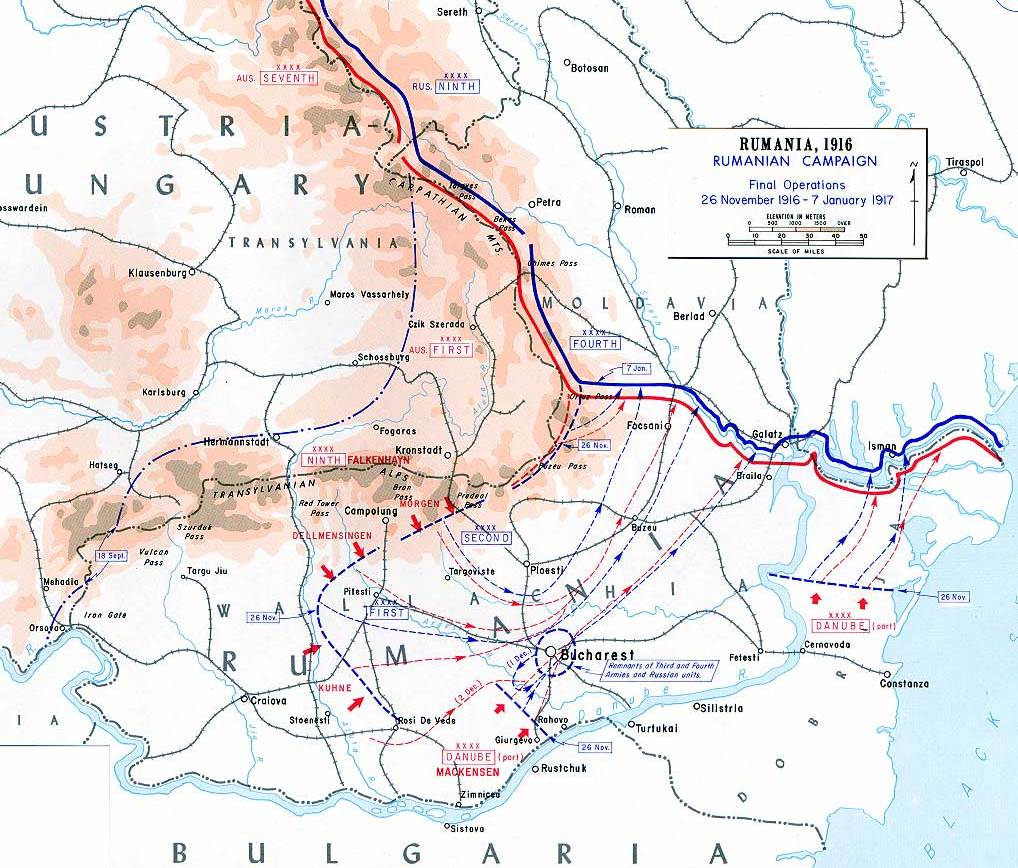
Operações ma Roménia de novembro 1916 a janeiro de 1917